# Ryan Duncan (Fußballspieler)
Ryan Andrew Duncan (* 18. Januar 2004 in Keig) ist ein schottischer Fußballspieler, der beim FC Aberdeen unter Vertrag steht.

## Karriere

### Verein
Ryan Duncan wurde im Jahr 2004 in Keig, Aberdeenshire geboren. Seine Karriere begann er beim Donside- und Albion Boys Club, bevor er als Neunjähriger zum FC Aberdeen kam. Im November 2020 gab er im Alter von 16 Jahren sein Debüt als Profi. Im Ligaspiel der Scottish Premiership gegen die Glasgow Rangers im Ibrox Stadium wurde Duncan in der 84. Minute für den Jamaikaner Greg Leigh eingewechselt.

### Nationalmannschaft
Ryan Duncan spielte zwischen 2019 und 2020 dreimal in der schottischen U-17-Nationalmannschaft. Im Januar 2020 kam ein Einsatz in der U-16 hinzu.